# نائومی باتریک
نائومی باتریک (انگلیسی: Naomi Battrick؛ زادهٔ ۱۱ ژوئیهٔ ۱۹۹۱) هنرپیشه اهل بریتانیا است. وی از سال ۲۰۰۸ میلادی تاکنون مشغول فعالیت بوده‌است.
از فیلم‌ها یا برنامه‌های تلویزیونی که وی در آن نقش داشته‌است می‌توان به خون، رسوایی‌ای بس انگلیسی اشاره کرد.